# Cynoglossum creticum
Cynoglossum creticum é uma espécie de planta com flor pertencente à família Boraginaceae. 
A autoridade científica da espécie é Mill., tendo sido publicada em The Gardeners Dictionary: eighth edition no. 3. 1768.
Os seus nomes comuns são cinoglossa-de-flor-listrada, língua-de-cão ou orelha-de-lebre( não confundir com as espécies Lychnis coronaria e Plantago lagopus, que consigo partilham este nome).

## Portugal
Trata-se de uma espécie presente no território português, nomeadamente em Portugal Continental, no Arquipélago dos Açores e no Arquipélago da Madeira.
Em termos de naturalidade é nativa de Portugal Continental e Arquipélago da Madeira e introduzida no arquipélago dos Açores.

## Protecção
Não se encontra protegida por legislação portuguesa ou da Comunidade Europeia.